# Sparneck (gmina)
Sparneck – gmina targowa w Niemczech, w kraju związkowym Bawaria, w rejencji Górna Frankonia, w regionie Oberfranken-Ost, w powiecie Hof, siedziba wspólnoty administracyjnej Sparneck. Leży w Smreczanach, przy drodze B289.
Gmina położona jest 17 km na południowy zachód od Hof i 30 km na północny wschód od Bayreuth.

## Dzielnice
W skład gminy wchodzą następujące dzielnice: 
| - Brandenstumpf - Einöden - Germersreuth - Grohenbühl - Immerseiben - Immershof | - Reinersreuth - Rohrmühle - Saalmühle - Sparneck - Stockenroth - Ziegelhütte |